# Циклічні сполуки
Циклі́чні сполу́ки  — різновид хімічних сполук, які містять у своїй структурі замкнені ланцюги атомів  — цикли. Циклічні сполуки поділяють на карбоциклічні в яких цикли складаються тільки з атомів вуглецю та гетероциклічні в яких до циклів крім вуглецю входять й інші атоми, зазвичай азоту, сірки, кисню. В свою чергу  карбоциклічні органічні сполуки поділяються на аліциклічні і ароматичні. До аліциклічних сполук належать всі карбоциклічні вуглеводні крім ароматичних сполук, до ароматичних  — бензен, нафталін, антрацен тощо та їх похідні.

## Класифікація
За атомарним складом:
- органічні (в кільці присутні атоми вуглецю),

- карбоциклічні (кільце включає виключно атоми вуглецю), гетероциклічні (кільце включає як атоми вуглецю, так і атоми інших елементів),

- неорганічні (без атомів вуглецю, наприклад, сірка, деякі силікони, фосфати, або борати).

За кількістю циклів:
- моноциклічні (один цикл),

- поліциклічні (два і більше циклів).

За наявності ароматичного кільця:
- ароматичні (з наявністю бензольного кільця),
- алицикличні (з відсутністю бензольного кільця).

Окремо виділяють сполуки з топологічної зв'язком: катена і ротаксани, - а також циклофани.

## Галерея

Циклопропан
Піролідин
Бензол
Нафталін
Порфін
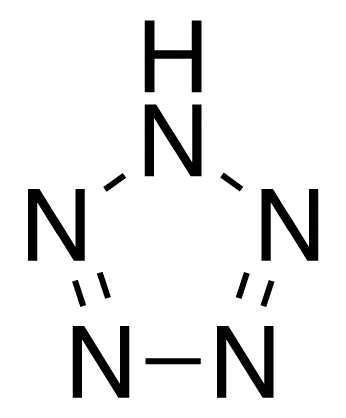
Пентазол
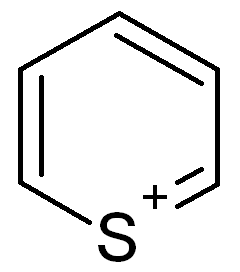
Структура тіопірилієвого йону (Див. Тіопірилієві солі)

## Реакції циклізації і розкриття циклу
Органічна реакція, яка веде до формування циклічної структури в одному або декількох продуктах називається циклизацией, реакція ж з розривом кільця називається розкриттям циклу.
Різновид циклізації, при якій до існуючої циклічної системі добудовується карбо- або гетероцикл, називається аннелірованіем.

#### Приклади реакцій циклізації
- Метатезис олефінів з циклизацией
- Циклизация Назарова
- Циклизация Ружичка
- Конденсація Дикмана
- Синтез Венкера
- Реакції радикального приєднання з циклизацией

#### Приклади реакцій з розкриттям циклу
- Загальна реакція розкриття циклу: полімеризація з розкриттям циклу
- Полімеризація метатезису олефінів з розкриттям циклу